# U-534
| U-534                                                                                                | U-534 | U-534 |
| --- | --- | --- |
| U 534                                                                                                | | |
| | | |
| Німецький підводний човен U-534 у Беркенгеді. 2007                                                   | | |
| Верф                                                                                                 | Deutsche Werft, Гамбург | Deutsche Werft, Гамбург |
| Під прапором                                                                                         | Третій Рейх | Третій Рейх |
| Належність                                                                                           | Крігсмаріне | Крігсмаріне |
| Порт приписки                                                                                        | Штеттін Лор'ян | Штеттін Лор'ян |
| Замовлення                                                                                           | 10 квітня 1941 | 10 квітня 1941 |
| Закладений                                                                                           | 20 лютого 1942 | 20 лютого 1942 |
| Спуск на воду                                                                                        | 23 вересня 1942 | 23 вересня 1942 |
| Введений до складу флоту                                                                             | 23 грудня 1942 | 23 грудня 1942 |
| На службі                                                                                            | 1942—1945 | 1942—1945 |
| Сучасний статус                                                                                      | 5 травня 1945 року затоплений глибинними бомбами літака «Ліберейтор» в Каттеґаті на схід від Ангольта. 1993 році піднятий і збережений як корабель-музей                | 5 травня 1945 року затоплений глибинними бомбами літака «Ліберейтор» в Каттеґаті на схід від Ангольта. 1993 році піднятий і збережений як корабель-музей                |
| Бойовий досвід                                                                                       | Друга світова війна Битва за Атлантику | Друга світова війна Битва за Атлантику |
| Проєкт                                                                                               | | |
| Тип ПЧ                                                                                               | великий океанський торпедний ДПЧ | великий океанський торпедний ДПЧ |
| Основні характеристики                                                                               | | |
| Швидкість (надводна)                                                                                 | 18,2 вузла (33,7 км/год) | 18,2 вузла (33,7 км/год) |
| Швидкість (підводна)                                                                                 | 7,3 (13,5 км/год) | 7,3 (13,5 км/год) |
| Робоча глибина занурення                                                                             | 100 м | 100 м |
| Гранична глибина занурення                                                                           | 230 м | 230 м |
| Дальність плавання                                                                                   | 63 милі (117 км) на швидкості 4 вузли (7,4 км/год) (у підводному положенні) 13 450 морських миль (24 910 км на швидкості 10 вузлів (19 км/год) (у надводному положенні) | 63 милі (117 км) на швидкості 4 вузли (7,4 км/год) (у підводному положенні) 13 450 морських миль (24 910 км на швидкості 10 вузлів (19 км/год) (у надводному положенні) |
| Екіпаж                                                                                               | 48 офіцерів та матросів | 48 офіцерів та матросів |
| Розміри                                                                                              | | |
| Довжина найбільша (по КВЛ)                                                                           | 76,76 м | 76,76 м |
| Ширина корпусу найб.                                                                                 | 6,86 м | 6,86 м |
| Висота                                                                                               | 9,6 м | 9,6 м |
| Середня осадка (по КВЛ)                                                                              | 4,67 м | 4,67 м |
| Водотоннажність надводна                                                                             | 1 144 т | 1 144 т |
| Водотоннажність підводна                                                                             | 1 257 т | 1 257 т |
| Силова установка                                                                                     | | |
| Дизель-електрична: 2 дизельні двигуни MAN M 9 V 40/46 2 електродвигуни Siemens-Schuckert 2 GU 345/34 | | |
| Гвинти                                                                                               | 2 | 2 |
| Потужність                                                                                           | 2 × 2 200 к.с. (дизелі) 2 × 740 к.с. (електродвигуни) | 2 × 2 200 к.с. (дизелі) 2 × 740 к.с. (електродвигуни) |
| Озброєння                                                                                            | | |
| Артилерія                                                                                            | 1 × 105-мм палубна гармата SK C/32 | 1 × 105-мм палубна гармата SK C/32 |
| Торпедно- мінне озброєння                                                                            | 4 носових і 2 кормових ТА; 22 торпеди або 44 міни TMA чи 66 TMB | 4 носових і 2 кормових ТА; 22 торпеди або 44 міни TMA чи 66 TMB |
| ППО                                                                                                  | 1 × 37-мм зенітна гармата SKC/30 2 (1 × 2) × 20-мм зенітні гармати FlaK 30                                                                                              | 1 × 37-мм зенітна гармата SKC/30 2 (1 × 2) × 20-мм зенітні гармати FlaK 30                                                                                              |

U-534 — німецький великий океанський підводний човен типу IXC/40, що входив до складу Військово-морських сил Третього Рейху за часів Другої світової війни. Закладений 20 лютого 1942 року на верфі Deutsche Werft у Гамбурзі під будівельним номером 347. Спущений на воду 23 вересня 1942 року, а 23 грудня 1942 року корабель увійшов до складу ВМС нацистської Німеччини. Єдиним командиром човна був капітан-лейтенант Герберт Ноллау.

## Історія служби
U-534 належав до серії німецьких підводних човнів підтипу IXC/40, найбільшої серії великих океанських човнів типу IX, подальшого розвитку IXC зі збільшеними розмірами, підвищеною дальністю плавання і без третього перископа, призначених діяти на морських комунікаціях противника у відкритому океані на далеких відстанях. Човнів цього типу було випущено 87 одиниць і вони відносно результативно проявили себе в ході бойових дій в Атлантиці. 23 грудня 1942 року U-534 розпочав службу у складі 4-ї навчальної флотилії, з 1 червня 1943 року був переведений до бойового складу 2-ї флотилії ПЧ Крігсмаріне, а 1 листопада 1944 року перейшов у підпорядкування 33-ї флотилії ПЧ.
З березня 1943 року і до травня 1944 року U-534 здійснив 3 бойових походи, в яких провів 176 днів. За цей час підводний човен не потопив та не пошкодив жодного судна чи корабля.
5 травня 1945 року U-534 перебував у 2 морських милях (3,7 км) на північ від 56-ї паралелі, і капітан корабля Ноллау вирішив сформувати конвой з двох підводних човнів типу XXI, U-3523 і U-3503, і продовжити плавання через Каттегат. Але, коли два британські літаки «Ліберейтор» атакували, німецький човен не зміг зануритися через мілководдя. Екіпажу вдалося збити один бомбардувальник, але потім човен отримав пряме влучення глибинної бомби з іншого британського бомбардувальника. В результаті ураження глибинною бомбою U-534 затонув на північний схід від Анхольта. Збитий «Ліберейтор» розбився на відстані 3 морських миль (5,6 км), і всі, хто був на борту, загинули.
З 52 осіб екіпажу три матроси U-534 загинули.
У 1986 році, після 41-го року перебування на морському дні, U-534 був виявлений на глибині 67 метрів данським мисливцем за затонулими кораблями Аге Йенсен. 23 серпня 1993 року U-534 був піднятий на поверхню голландською рятувальною компанією Smit Tak.
У травні 1996 року його доставили до Беркенгеда, Англія, де зараз він є частиною невеликого музею, яким керує Merseytravel, місцева транспортна служба.